# Hossam Ghaly
Hossam El Sayed Ghaly (en árabe: حسام محمد السيد متولي عبد الستار غالي) (Kafr el Sheij, Bajo Egipto, Egipto, 15 de diciembre de 1981) es un futbolista egipcio retirado. Jugó como mediocentro.
Fue internacional absoluto con la Selección de fútbol de Egipto 71 veces desde su debut en 2002. 
Ghaly jugó para Tottenham Hotspur de la Premier League inglesa entre 2006 y 2009. Volvió al club que lo formó como jugador, el Al-Ahly en 2018 hasta su retiro a los 37 años.

## Trayectoria
Jugó 71 partidos internacionales en Egipto, Ghaly es un exjugador del Tottenham Hotspur Football Club, donde jugó entre 2006 y 2009, su tiempo en el Club estuvo marcado por varios escándalos.
Fue internacional con la Selección de fútbol de Egipto, donde jugó 71 partidos internacionales yanotó 4 goles.

### Participaciones en Copas del Mundo
| Mundial                        | Sede   | Resultado    |
| ------------------------------ | ------ | ------------ |
| Copa Africana de Naciones 2004 | Túnez  | Primera fase |
| Copa Africana de Naciones 2010 | Angola | Campeón      |

## Clubes
| Club                 | País         | Año           |
| -------------------- | ------------ | ------------- |
| Al-Ahly              | Egipto       | 2001-2003     |
| Feyenoord            | Países Bajos | 2003-2006     |
| Tottenham Hotspur FC | Inglaterra   | 2006-2008     |
| Derby County FC      | Inglaterra   | 2008          |
| Tottenham Hotspur FC | Inglaterra   | 2008-2009     |
| Al-Nasr              | Arabia Saudí | 2009-2010     |
| Al-Ahly              | Egipto       | 2010-2013     |
| Lierse SK            | Bélgica      | 2013-2014     |
| Al-Ahly              | Egipto       | 2015-2016     |
| Al-Nasr              | Arabia Saudí | 2017-2018     |
| Al-Ahly              | Egipto       | 2018-presente |